# گیلی
گیلی روستایی از توابع دهستان امان‌آباد در بخش مرکزی شهرستان اراک از استان مرکزی است. طبق سرشماری عمومی سال ۱۳۵۸ دارای ۲۸۰نفر (۹۷خانوار) بوده است.
این روستا در جادهٔ اراک – خمین در فاصله ۲۵ کیلومتری جنوب شرقی اراک مرکز استان مرکزی واقع شده‌ است.

## آب شرب و کشاورزی روستای گیلی
آب روستای گیلی از روزگار قدیم از دو رشته قنات تامین شده است. اخیرا تلاش‌هایی به منظور اتصال به شبکه آب لوله‌کشی سراسری! توسط دهیاری روستا انجام شده است.

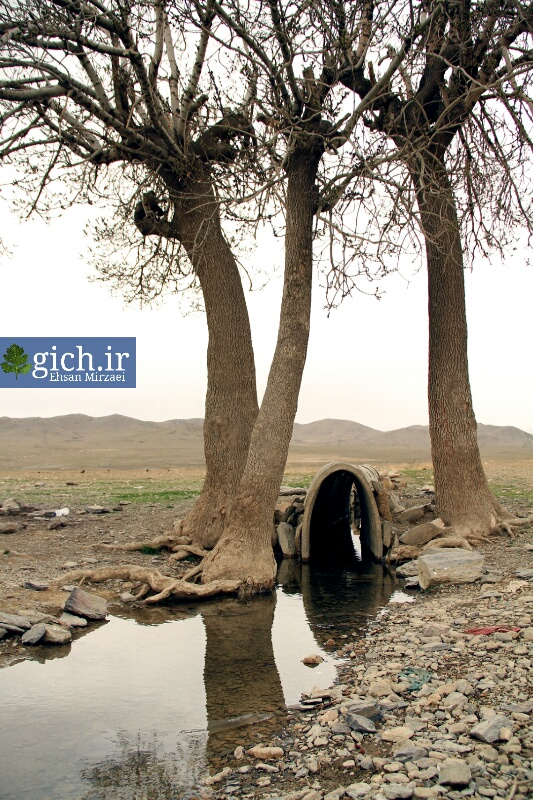
کهریز پایین روستای گیلی

## پوشش گیاهی طبیعی روستای گیلی

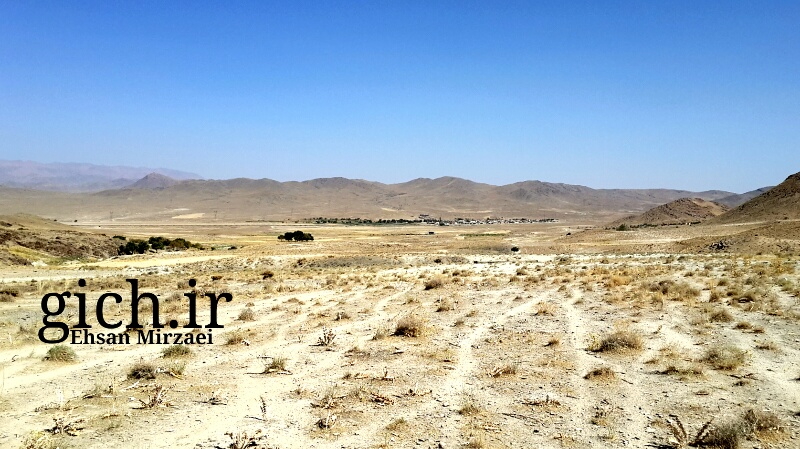
بیابانزایی در روستای گیلی

زمین‌ها و کوهستان‌های مشرف به روستا فاقد پوشش جنگلی بوده و مراتع آن (در شرف بیابانی شدن) پوشیده از انواع گیاهان علفی و بوته‌ای است. در کوه‌های گیلی تعداد انگشت‌ شماری درخت گیچ، درختچه‌های بادام کوهی و… دیده می‌شود.
در برخی از دره‌های دارای چشمه از گذشته‌های دور درختانی مانند توت، ونو و... کاشته شده است.

## شغل اهالی روستای گیلی

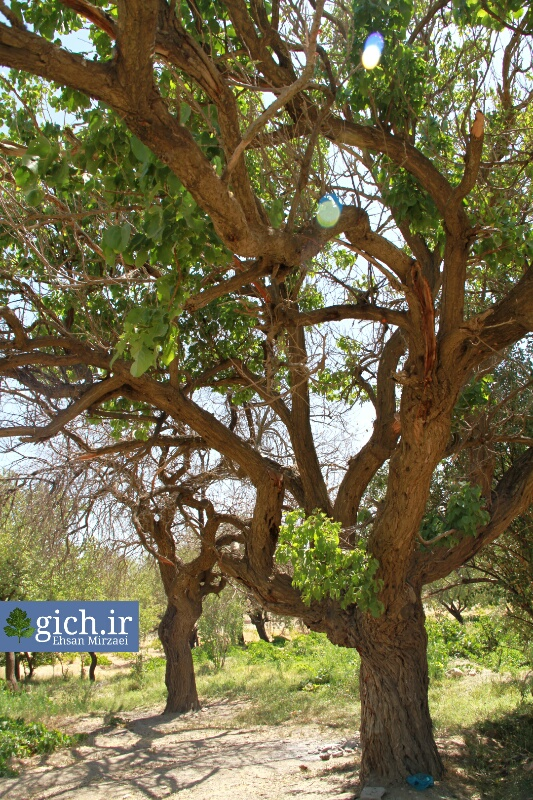
درخت وقفی زردالو روستای گیلی

اهالی گیلی عمدتا در کنار کشاورزی به باغداری و دامپروری اشتغال داشته و دارند.

### وقف عام درخت میوه در روستای گیلی
از گذشته‌های دور برخی اهالی بنا به اعتقادات و باورهای دینی و مذهبی درختان میوه را وقف عام می‌کرده‌اند. برای نمونه دو درخت زردآلو کهن‌سال در باغ مرحوم حاج جعفرقلی کاظمی که از گذشته‌های دور توسط صاحب یا صاحبان‌اش وقف شده بود. البته امروز پس از یک دوره خشک سالی و فوت صاحب باغ یکی از درخت‌ها به طور کامل خشک و قطع شد و درخت دیگر نیز خشک شده است. 
در کنار وقف درختان مثمر، در گذشته صدها درخت غیر مثمر هم در نقاط مختلف روستا کاشته بودند که امروز تعدادی از آن‌ها باقی مانده است.

## قطع و ریشه‌کنی ده‌ها درخت در روستای گیلی

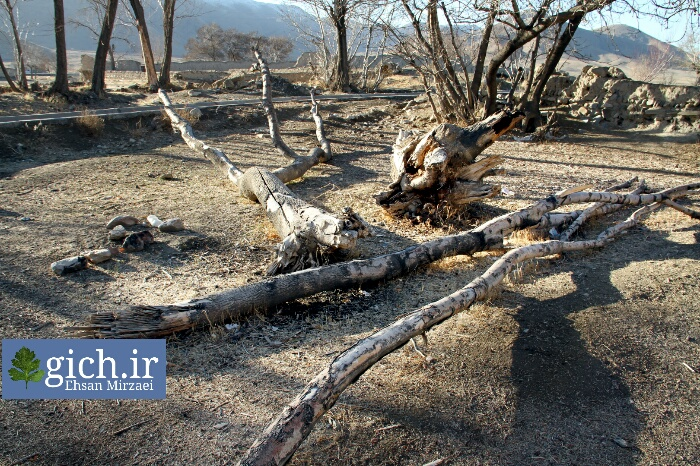
درختان خشک و ریشه کن شده پس از عملیات عمبرای - دهه 1380 - روستای گیلی

در دهه‌ی ۱۳۸۰ طی عملیات عمرانی انجام شده شاه جوب قدیمی از مدار استفاده خارج و جوی سیمانی تازه‌ای احداث شد. در حین انجام عملیات عمرانی درختان زیادی قطع و ریشه‌کن شدند و برخی نیز به مرور به دلیل عدم آبیار خشک شدند.

## خانه‌های فضایی به سبک معماری تاپو
تاپو طی صدها سال یکی از ملزومات خانه‌های روستایی در ایران بوده است. تاپوها محفظه‌ای امن برای محافظت از غلات و آرد در برابر موش و دیگر حشرات به حساب می‌آمده. همینطور تاپوها به دلیل مصالح و روش ساخت، شکل و مواد استفاده شده در ساخت آن محتویات خود را در برابر رطوبت، گرما و سرما حفظ می‌کرده است.

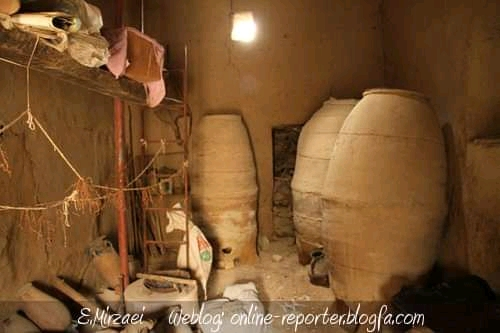
تاپو یکی از عناصر اصلی خانه های روستای گیلی

ایده پردازی ساخت مارشا و ترا در آژانس طراحی معماری و فناوری چند سیاره ای AI SpaceFactory انجام شده است. ترا به عنوان اولین زیستگاه محیط‎زیستی با فناوری فضایی در Indiegogo احداث شده است. TERA که در جنگل های ایالت نیویورک با چشم اندازهای وسیع از رودخانه هادسون واقع شده است، خانه ای با فناوری پیشرفته و لوکس خواهد بود که شبیه هیچ خانه دیگری در زمین نیست.
خانه‌ای آینده‌نگر که از طرح‌ها و فناوری‌های پرینت سه‌بعدی برای ساخت آن استفاده دشه است. این شرکت برنده جایزه چالش خانه‌سازی ناسا در مریخ شده است. هدف از طراحی و ساخت این خانه با نگاهی به آینده، حیات پایدار در زمین و سیاره‌های دگیر است.

## منبع
1. ↑  «گیلی سرزمینی مملو از سنگ‌نگاره‌ها». فارس.

نقش و اهمیت درخت در روستای گیلی مجله گیچ
تصاویر + از تاپو ایرانی تا خانه مریخی مجله گیچ